# Sissela Kyle
Sissela Maria Kyle (Göteborg, Svédország, 1957. március 17. –) svéd színésznő, komikus, a brit Yusuf Islam (korábban Cat Stevens) másod-unokatestvére.

## Filmográfia
- 1983 - Limpan
- 1985 - Lösa förbindelser
- 1988 - Liv i luckan
- 1999 - Dödlig drift
- 2000 - Naken
- 2000 - Livet är en schlager
- 2001 - Familjehemligheter
- 2003 - Kopps
- 2003 - Håkan Bråkan
- 2004 - Eurovision Song Contest 2004 (In the sketch ABBA: The Last Video)
- 2004 - Miss Sweden
- 2004 - Bombay Dreams
- 2005 - Fyra veckor i juni
- 2006 - Min frus förste älskare
- 2007 -  Hjälp!
- 2007 -  En riktig jul
- 2007 -  Sisselak
- 2013 - Crimes of Passion
- 2013 - Fröken Frimans krig